# Abington (Massachusetts)
Abington város az USA Massachusetts államában, Plymouth megyében. Lakosainak száma 17 062 fő (2020. április 1.).

## Népesség
A település népességének változása:

| 2010 | 15 985 |
| 2020 | 17 062 |